# Ваташко клане
Ваташкото клане (на македонска литературна норма: Масакр во Ваташа) е наименование на разстрела, извършен на 16 юни 1943 година на 12 млади активисти на Съюза на комунистическата младеж на Югославия от село Ваташа. Причина за убийствата са обстоятелствата, че за младежите има данни, че са ятаци на югославските партизани и някои се готвят да се присъединят към комунистическата съпротива. Това става по време на българското управление във Вардарска Маедония в годините на Втората световна война. Разстрелът им е извършен по заповед на полк. Любен Апостолов, край село Моклище, в местността „Чаир“, на 2 км. от Ваташа. 

## Развой на събитията

### Наказателна акция
На 15 юни в селото е въведен вечерен час и то е блокирано. Някъде около девет часа вечерта полковник Любен Апостолов, командир на 56-и пехотен велешки полк пристигна във Ваташа, придружен от областния управител на Скопие Димитър Раев и началника на окръжната полиция в Скопие Асен Богданов. Скоро е готов списък с имена за арест, направени въз основа на групова снимка с партизани, намерена в джоба на арестувания преди това Диме Чекоров и по данни на местни информатори на полицията. Операцията по арестите на помагачите е осъществена на 16 юни сутринта от отряд на българската армия и части на полицията, водени от капитан Борис Жуглов, лейтенант Борис Костов и подофицер Петко Опреков. Те са под командването на полковник Любен Апостолов, който е от Крива паланка. По това време 40 до 60 процента от войниците в поделенията на Петдесет и шести пехотен велешки полк са местни новобранци. Местни кадри са и голяма част от служителите на българската полиция.  
При операцията няколко младежи и девойки са задържани и разпитани. В акцията участва директорът на местната гимназия в Кавадарци Иван Илиев, бивш войвода на ВМРО. Селският учител, който e от Стара България, се опитва да ги защити, но е отстранен. Все пак в края на разпита един младеж и девойка са освободени. Останалите 12 младежи и 4 девойки са заподозрени в подкрепа на партизаните и предстоящо присъединяване към нелегалните. След това заподозрените са отведени пеша в колона към с. Мокилще. В местността „Чаир” неколцина от тях правят опит за бягство и тогава е издадена заповед за стрелба. Всички дванадесет арестувани младежи са застреляни, но без четирите девойки – Мара Хаджийорданова, Стева Ампова, Павлина Касапинова и Ката Ицева, които впоследствие са освободени.

### Последици
След войната ръководителите на акцията като Любен Апостолов, Димитър Раев, Борис Жуглов, Асен Богданов, Борис Костов, Иван Илиев и Петко Опреков са задържани и ликвидирани от новите власти в комунистическа Югославия, или са предадени от ОФ властите на тези в комунистическа Югославия, където са осъдени на смърт от местните "народни съдилища". Днес това събитие се смята в Северна Македония за емблематичен пример на жестокостите на българските фашистки окупатори против борбата за свобода на македонците. За това, че за тази акция има военнополитически, а не етнонационални мотиви, както и че подобни акции са извършвани и на територията на тогавашна Стара България се мълчи. В Северна Македония не се дава гласност и на факта, че акцията се извършва под командването на офицер от македонски произход, в нея масово участват и местни кадри, а имената на избитите са предоставени в списък, изготвен от четирима жители на селото. Не се коментира и обстоятелството, че виновните за това престъпление са предадени от българските власти на югославските, които екзекутират всички, без оглед на степента на тяхната съпричастност.

### Жертви
Съгласно действащата тогава Търновска конституция, повечето от загиналите са непълнолетни, понеже пълнолетие се достига при навършване на 21 години. Лица под 21 години не подлежат на смъртно наказание.
| Име и презиме      | Възраст |
| ------------------ | ------- |
| Перо Видев         | 15 г.   |
| Ванчо Гурев        | 19 г.   |
| Данко Давков       | 18 г.   |
| Илия Димов         | 18 г.   |
| Христо Гьондев     | 18 г.   |
| Блаже Ицев         | 20 г.   |
| Пане Мешков        | 18 г.   |
| Герасим Матаков    | 18 г.   |
| Ферчо Попгеоргиев  | 26 г.   |
| Васо Хаджийорданов | 28 г.   |
| Диме Чекоров       | 20 г.   |
| Пане Джунов        | 18 г.   |